# Santa María de Tiznados
Santa María de Tiznados es una población ubicada en el municipio Francisco de Miranda del estado Guárico, que se ha dedicado a la agricultura y ganadería, perteneciendo a la Parroquia de Calabozo. Es un punto de encuentro para quienes se dirigen por la carretera de Calabozo a Guadarrama (Estado Barinas). Se encuentra ubicado al margen del Río Tiznados y que desemboca en el Rio Portuguesa. 

## Ubicación estratégica
Santa María de Tiznados se encuentra en una posición clave dentro de la red de carreteras que conecta Calabozo con otras localidades como Guadarrama (estado Barinas). Esta ubicación la convierte en un punto de paso importante para viajeros, comerciantes y turistas que transitan por la región.
Economía
La economía local está basada en la agricultura, con cultivos de maíz, arroz y otros cereales que son fundamentales para el consumo interno y la comercialización en mercados regionales. La ganadería también juega un papel esencial, con la cría de ganado bovino y caprino como actividades predominantes.
Naturaleza y turismo
El entorno natural de Santa María de Tiznados es característico de los Llanos venezolanos, con extensas sabanas y una rica biodiversidad. El Río Tiznados, que bordea la población, no solo es una fuente de recursos hídricos, sino también un atractivo natural para visitantes. 

## Historia y cultura
Santa María de Tiznados tiene un pasado estrechamente vinculado a los asentamientos campesinos de la región durante la época colonial. Las tradiciones llaneras, incluyendo la música, la gastronomía y las celebraciones religiosas, forman parte de la identidad cultural de esta comunidad.